# Viguierella
Viguierella é um género botânico pertencente à família Poaceae.